# Batalla de les illes Lípares
La batalla de les illes Lípares fou un enfrontament naval que tingué lloc l'any 260 aC entre l'armada romana dirigida pel cònsol Gneu Corneli Escipió Asina i la flota cartaginesa dirigida pel senador Boodes (subordinat d'Hanníbal Giscó) en el context de la Primera Guerra Púnica. El resultat fou una contundent victòria cartaginesa i la captura de tota la flota romana.

## Preludi
Després de la victòria romana en la batalla d'Agrigent, els romans, que per aquells moments encara no tenien una flota capaç d'enfrontar-se als cartaginesos pel control del Mediterrani, decidiren construir-ne una. En menys de dos mesos avararen 150 naus que es posaren sota el comandament del cònsol Gneu Corneli Escipió i salparen rumb a Sicília.
En arribar, Escipió va rebre les notícies que la ciutat de Lípara estava disposada a canviar de bàndol i fer costat als romans, així que, ansiós per aconseguir una victòria, va salpar amb part de la seva flota cap allà.
Hanníbal Giscó, quan va ser informat dels moviments dels romans, va enviar cap allí a una petita flota de vint naus sota el comandament del senador Boodes.

## Batalla
Boodes, navegant durant la nit, va aconseguir arribar al port de Lípara sense ser vist i va bloquejar la flota romana amb les seves naus. Amb l'arribada del nou dia, els inexperts mariners romans, en veure les naus de Cartago, fugiren terra endins abandonant Escipió, que es veié obligat a rendir-se.

## Conseqüències
La derrota va portar una gran vergonya sobre la persona de Gneu Corneli Escipió, que rebé el sobre nom d'Asina ('ase'), si bé amb el temps aconseguiria ser escollit de nou cònsol l'any 254 aC. El comandament de la flota recaigué en Gai Duïl·li, comandant de les tropes de terra, que aquell mateix any derrotaria Hanníbal Giscó en la batalla de Miles.